# 2020 dans les chemins de fer
| Années des chemins de fer : 2017 - 2018 - 2019 - 2020 - 2021 - 2022 - 2023    |
| Décennies des chemins de fer : 1990 - 2000 - 2010 - 2020 - 2030 - 2040 - 2050 |

## Événements
1er janvier 2020 :
- La SNCF devient une société anonyme à capitaux publics.
- Dans le cadre du changement de statut de la SNCF, la branche Gares & Connexions est rattachée à SNCF Réseau. SNCF Mobilités est réorganisée et devient SNCF Voyageurs.
- Fret SNCF devient une filiale à 100% de la SNCF.

5 mars 2020 :
- un TGV reliant Colmar et Strasbourg à Paris déraille sur la LGV Est européenne à proximité d'Ingenheim en Alsace. Le conducteur est grièvement blessé, on dénombre aussi vingt-et-un blessés parmi les passagers[1],[2].

De mars à juin 2020 :
- Avec la Pandémie de Covid-19 en France, la fréquentation des transports en commun s'est effondrée, obligeant la RATP et la SNCF à adapter leur offre avec moins de trains et de bus en circulation, et à désinfecter régulièrement leurs matériels roulants. Seul le trafic fret résiste à la crise sanitaire ; durant le confinement plus de 60 % des trains de fret ont circulé normalement contre à peine 7 % des TGV[3].

9 juin 2020 :
- Création de l'alliance 4F (Fret ferroviaire français du futur) regroupant tous les acteurs du secteur. L'alliance 4F souhaite faire doubler la part du transport ferroviaire de marchandises en France à l'horizon 2030 et propose au gouvernement français un plan de relance massif du secteur[4].

29 août 2020 :
- Mise en service de l'extension de la ligne F du tramway de Strasbourg vers le quartier de Koenigshoffen.

15 septembre 2020 :
- Inauguration et mise en service commerciale de la ligne M5 du métro de Bucarest.

7 octobre 2020 :
- Mise en service commerciale de la première rame MI 84 rénovée.

4 décembre 2020 : 
- Ouverture de l'extension de la ligne 5 du métro de Berlin, reliant l'Alexanderplatz et la Gare centrale de Berlin (Fusion avec la ligne 55, entre Gare centrale et Brandenburger Tor).

14 décembre 2020: 
- La ligne 14 du métro de Paris est prolongée de Gare Saint-Lazare à Mairie de Saint-Ouen pour désengorger la ligne 13, avec 3 ans de retard (ce retard s’explique par les inondations de 2016 qui ont interrompu le chantier ainsi que par l'impact de la crise sanitaire du coronavirus en 2020). La station Porte de Clichy ne sera elle ouverte qu'en janvier 2021, le temps de finir les aménagements nécessaires à son ouverture.

## Transports en commun dans le monde

### Nouvelles lignes et nouveaux réseaux de transport en commun inaugurés en 2020
De nouveaux réseaux de transport en commun sont entrés en service en 2020 : 
- Métro
  - Taiyuan (Chine) : ligne 2 Jiancaoping – Xiqiao (23,7 km)
  - Lahore (Pakistan) : Orange Line Ali Town – Dera Gujran (27,1 km)
- Tramways :
  - Pékin (Chine) : Yizhuang Tram T1 Dinghaiyuan - Quzhuang (11,9 km)
  - Lund (Suède) : Lund C – ESS (5,5 km)
  - Mengzi (Chine) : Honghe Tram Mengzi North Railway Station – Bus Station (13 km)
  - Guangzhou (Chine): Huangpu Tram Changping Subway Station – Xinfeng Lu (7 km)
  - Cuenca (Équateur) : Control Sur - Parque Industrial (11 km)
  - Tianshui (Chine) : Wulipu – Tianshui Railway Station (13 km)
  - ïle Maurice : Port Louis Victoria - Rose Hill (12,6 km).

Dans les réseaux de transport en commun existants les nouvelles lignes suivantes ont été inaugurées  en 2020 : 
- Lignes de métro :
  - Hangzhou (Chine) : ligne 6 Qianjiang Century City – Shuangpu / West Guihua Road (50,5 km)
  - Hangzhou :  ligne 7 Olympic Sports Center – Jiangdong'er Road (39,3 km)
  - Xi'an (Chine) : ligne 5 Matengkong – Chuangxingang (41,6 km)
  - Xi'an :  ligne 6 Northwestern Polytechnical University – Xi’an Int’l Medical Center (15,6 km)
  - Xi'an : ligne 9 Fangzhicheng – Qinlingxi (25,3 km)
  - Zhengzhou (Chine) : ligne 3 Henan Sports Center – Henan Orthopaedics Hospital (24,3 km)
  - Zhengzhou :  ligne 4 Laoyachen – Langzhuang (29,3 km)
  - Nanchang (Chine) : ligne 3 Jingdong Avenue – Yinsanjiao North (28,5 km)
  - Hefei (Chine) : ligne 5 Wanghucheng West – Guiyanglu (23,2 km)
  - Shanghai (Chine) :  ligne 18 Hangtou – Yuqiao (14,5 km)
  - Ningbo (Chine) : ligne 4 Cicheng – Dongqian Lake (36,5 km)
  - Chengdu (Chine) : ligne 6 Wangcong Temple – Lanjiagou (69,7 km)
  - Chengdu : ligne 8 Lianhua – Shilidian (28,8 km)
  - Chengdu :   ligne 9 Huangtianba – Financial City East (21,8 km)
  - Chengdu :   ligne 17 Jitouqiao – Jinxing (25,3 km)
  - Bangkok (Thaïlande) :  Gold Line (APM) Krung Thona Buri – Khlong San (1,8 km)
  - Xuzhou (Chine) : ligne 2 Keyunbeizhan – Xinchengqudong (24,2 km)
  - Minsk (Biélorussie) : ligne 3 Yubileynaya Ploshchad' – Koval'skaya Sloboda (3,5 km)
  - Istanbul (Turquie) : M7 Mahmutbey – Sisli-Mecidiyeköy (16,7 km)
  - Wuxi (Chine) : ligne 3 Sumiao – Sunan Shuofang International Airport (28,5 km)
  - Hohhot (Chine) : ligne 2 Talidonglu – A'ershanlu (28,2 km)
  - Kunming (Chine) :  ligne 4 Jinchuan Road – Kunming South Railway Station (43,4 km)
  - Bucarest : M5 Eroilor – Valea Ialomitei / Raul Doamnei (7,2 km)
  - Guadalajara (Mexique) : L3 Arcos de Zapopan – Central de Autobuses (19,8 km)
  - Tachkent (Ouzbekistan) : Circle Line Do'stlik-2 – Qo'ylik (11 km)
  - Sofia (Bulgarie) : M3 Krasno Selo – Hadzhi Dimitar (7,8 km)
  - Shijiazhuang (Chine) : ligne 2 Liuxinzhuang – Jiahualu (15,5 km)
  - Shenzhen (Chine): ligne 6 Science Museum – Songgang (49,1 km)
  - Shenzhen : ligne 10 Futian Checkpoint – Shuangyong Street (28,9 km)
  - Changsha (Chine) : ligne 3 Shantang – Guangsheng (36,4 km)
  - Changsha :  ligne 5 Shuiduhe – Maozhutang (22,5 km)
  - Shenyang (Chine) : L10 Dingxianghu – Zhangshabu (27,2 km)
  - Hangzhou (Chine) :  L16 Lüting Road – Jiuzhou Street (35 km)
  - Calcutta (Inde) : ligne 2 Salt Lake Sector V – Salt Lake Stadium (5 km)
  - Hyderabad (Inde) : Green Line JBS Parade Ground – Mahatma Gandhi Bus Station (11 km)
  - Singapour : TEL Woodlands North – Woodlands South (3,2 km)
  - Taipei (Formose) : Yellow (Circular) Line New Taipei Industrial Park – Dapinglin (15,4 km)
- Lignes de métro express (RER) :
  - Qingdao (Chine) : ligne 8 Qingdao North Railway Station – Jiaozhou North Railway Station (48,3 km)
  - Chengdu (Chine) : ligne 18 South Railway Station – Sancha (48,2 km)
  - Denver (Etats-Unis) : N Line Union Station – Eastlake/124th (21 km)

### Prolongements de lignes existants
Les lignes suivantes ont été prolongées en 2020 (entre parenthèses kilométres de voie ajoutées) :
- Lignes de métro : 
  - Moscou (Russie) : ligne 15 Lefortovo – Elektrozavodskaya (1,8 km)
  - Chongqing (Chine) : ligne 1 Xiaoshizi – Chaotianmen (0,8 km)
  - Chongqing :  Line 6 Yuelai – Shaheba (13,8 km)
  - Pékin (Chine) : ligne 16 Xiyuan – Ganjia Kou (10 km)
  - Pékin : Fangshan Line Guogongzhuang – Dongguantou (5,3 km)
  - Hangzhou (Chine) : ligne 1 Xiasha Jiangbin – Xiaoshan Airport (11,2 km)
  - Fuzhou  (Chine): ligne 1 Fuzhou South Railway Station – Sanjiangkou (4,3 km)
  - Tachkent (Ouzbekistan) : Chilonzor Line Olmazor - Qipchoq (7 km)
  - Shanghai (Chine) : ligne 10 Xinjiangwancheng – Jilong Road (9,8 km)
  - Qingdao (Chine) : ligne 1 Qingdao North Railway Station – Dongguozhuang (21,9 km)
  - Bangkok (Thaïlande) : Sukhumvit Line Wat Phra Sri Mahathat – Khu Khot (9,8 km)
  - Paris (France) : M14 Saint-Lazare – Mairie de Saint-Ouen
  - Incheon (Corée du Sud) : ligne 1 International Business District – Songdo Moonlight Festival Park (0,9 km)
  - Berlin (Allemagne) : U5 Brandenburger Tor – Alexanderplatz (2,2 km; without Museumsinsel station)
  - Canton (Chine) : ligne 8 Cultural Park – Jiaoxin (16,3 km)
  - Nanning (Chine) : ligne 2 Yudong – Tanze (6,3 km)
  - Nanning :  Line 4 Hongyun Lu – Lengtangcun (20,7 km)
  - Shenzhen (Chine) : ligne 2/8 Xinxiu - Yantian Road
  - Shenzhen : ligne 3 Yitian - Futian Bonded Area
  - Shenzhen : ligne 4 Qinghu - Niuhu
  - Nuremberg (Allemagne) : U3 Gustav-Adolf-Straße – Großreuth bei Schweinau (0,9 km)
  - Calcutta (Inde) : ligne 2 Salt Lake Stadium – Phoolbagan (1,7 km)
  - Jaipur (Inde) : Pink Line Chandpole – Badi Chaupar (2,3 km)
  - Kunming (Chine) : ligne 6 East Coach Station – Tangzixiang (7,3 km)
  - Cochin (Inde) : Thykoodam - Petta (1,1 km)
  - Tachkent (Ouzbekistan) : M3 El Shams Club - Adly Mansour (7,5 km)
  - Le Caire (Égypte) : M3 El Shams Club - Adly Mansour (7,5 km)
  - Séoul (Corée du Sud) : ligne 5 Sangil-dong – Hanam Pungsan (4,4 km)
  - Athènes (Grèce) : ligne 3 Ag, Marina – Nikaia (4 km)
  - San Francisco/San José (États-Unis) : BART Warm Springs/South Fremont – Berryessa/North San José (16 km)
  - Tokyo (Japon) : Hibiya Line Toranomon Hills station
  - Bangkok (Thaïlande) : Sukhumvit Line Kasetsart University – Wat Phra Sri Mahathat (4,3 km)
  - Ningbo (Chine) : ligne 2 Qingshuipu – Congyuan Road (5,6 km)
  - Hangzhou (Chine) : L5 Liangmu Road – Jinxing & Shanxian – Guniangqiao  (38.4 km)
  - Varsovie (Pologne) : M2 Rondo Daszynskiego – Ksiecia Janusza (3,4 km)
  - Copenhague (Danemark) : M4 Østerport – Orientkaj (2,2 km)
  - Moscou (Russie) : ligne 15 (Nekrasovskaya) Kosino – Lefortovo (14,4 km)
  - Bangkok (Thaïlande) : Blue Line Tao Poon - Tha Phra (free shuttle service)
  - Tabriz (Iran) : ligne 1 Meydan-e Sa'at – Nur (7,2 km)
  - Barcelone (Espagne) : L10S Foc - Zona Franca (1,7 km)
  - Nagpur (Inde) : Aqua Line Lokmanya Nagar - Sitabuldi (9,7 km, 6 stations only)
  - Shijiazhuang (Chine) : ligne 3 Shierzhong – Xisanzhuang (5,4 km)

- Lignes de métro léger :
  - Taipei (New Taipei) (Formose) : Danhai Light Rail Binhai Shalun – Tamsui Fisherman's Wharf (2,4 km)

- Lignes de métro express :
  - Adelaïde (Australie) : Tonsley Line Tonsley (ex Clovelly Park) – Flinders (1,5 km)
  - Chengdu (Chine): ligne 18 Sancha – Tianfu International Airport North (19,7 km)
  - Berlin (Allemagne) : S9/S45 Flughafen BER Terminal 5 – Flughafen BER Terminal 1-2 (8 km)
  - Ningbo (Chine) : Yinfeng Line Minghui Road – Jinhai Road (15,9 km)
  - Séoul (Corée du Sud) : Suin-Bundang Line Hanyang University at Ansan – Suwon (18,8 km)
  - Hong Kong (Chine) : Tuen Ma Line (Ma On Sha Line) Tai Wai – Kai Tak (6,8 km)

- Lignes de Tramway :
  - Canton (Chine): Huangpu Tram Changping Subway Station - Xiangxue Subway Station (7,3 km)
  - Magdebourg (Allemagne) : Raiffeisenstraße – Warschauer Straße (1,1 km)
  - Luxembourg : T1 Stäreplaz/Étoile – Gare Centrale (2 km)
  - Fribourg (Allemagne) : ligne 4 Technische Fakultät – Messe (1 km)
  - Bydgoszcz (Pologne) : Rondo Kujawskie – Zbozowy Rynek (0,7 km)
  - Karlsruhe (Allemagne) : ligne 2 Siemensallee – Knielingen Nord (1,6 km)
  - Bochum (Allemagne) : 309/310 Langendreer Markt - Papenholz (2 km; replaces Unterstr, - Papenholz)
  - Sanya (Chine) : Jiefang Road - Jiangang Road (4,5 km)
  - Oslo (Norvège) : 13/19 Björvika – Oslo Hospital (0,7 km; replaces St, Halvards plass - Jernbanetorget)
  - Vienne (Autriche) : ligne O Nordbahnstraße – Bruno-Marek-Allee (0,8 km)
  - Poznan (Pologne) : ligne 5 Zegrze I – Unii Lubelskieij (0,7 km)
  - Toulouse (France) : T1 Aéroconstellation – Meett (0,6 km)
  - Paris (France) : T4 Arboretum – Hôpital de Montfermeil (0,9 km)
  - Kazan (Russie) : ligne 5 Ul, Midkhata Bulatova – Boriskovo loop (1,8 km)
  - Kazan (Russie) :   reopening Railway Station – Boriskovo (7,7 km)
  - Strasbourg (France) : ligne F Faubourg National – Comtes (1,7 km)
  - Szczecin (Pologne) : ligne 3 Las Arkonski – Rondo Olszewskiego
  - Gdansk (Pologne) : ligne 12 Migowo – Lawendowe Wzgórze (3,2 km)
  - Sydney (Australie) : L3 Moore Park – Juniors Kingsford (3,1 km)
  - Manchester (Royaume-Uni) : Pomona – intu Trafford Centre (5,4 km)
  - Bordeaux (France) : ligne D Mairie du Bouscat – Eysines Cantinolle (5,5 km)
  - Vitoria-Gasteiz (Espagne) : Angulema – Universidades (1,5 km)
  - Daugavpils (Lithuanie) : T3 Bralu kapi - Stropu ezers via Ciekuru iela (new route via hospital; 2,1 km)

### Nombre de kilomètres de voie ajoutés en 2020
| Pays          | Métro léger | Métro  | RER   | Tramway | Total  |
| ------------- | ----------- | ------ | ----- | ------- | ------ |
| Afrique       |             | 7,5    |       | 12,6    | 20,1   |
| Égypte        |             | 7,5    |       |         | 7,5    |
| Île Maurice   |             |        |       | 12,6    | 12,6   |
| Amérique      |             | 16     | 21    | 11      | 48     |
| Équateur      |             |        |       | 11      | 11     |
| États-Unis    |             | 16     | 21    |         | 37     |
| Asie          | 2,4         | 1185,1 | 157,7 | 56,7    | 1401,9 |
| Chine         |             | 1053,2 | 138,9 | 56,7    | 1248,8 |
| Corée du Sud  |             | 5,3    | 18,8  |         | 24,1   |
| Formose       | 2,4         | 15,4   |       |         | 17,8   |
| Inde          |             | 20     |       |         | 20     |
| Iran          |             | 7,2    |       |         | 7,2    |
| Japon         |             | 0      |       |         | 0      |
| Mexique       |             | 19,8   |       |         | 19,8   |
| Ouzbekistan   |             | 18     |       |         | 18     |
| Pakistan      |             | 27,1   |       |         | 27,1   |
| Thaïlande     |             | 15,9   |       |         | 15,9   |
| Singapour     |             | 3,2    |       |         | 3,2    |
| Europe        |             | 71,6   | 8     | 46,5    | 126,1  |
| Allemagne     |             | 3,1    | 8     | 5,7     | 16,8   |
| Autriche      |             |        |       | 0,8     | 0,8    |
| Biélorussie   |             | 3,5    |       |         | 3,5    |
| Bulgarie      |             | 7,8    |       |         | 7,8    |
| Danemark      |             | 2,2    |       |         | 2,2    |
| Espagne       |             | 1,7    |       | 1,5     | 3,2    |
| France        |             | 5,8    |       | 8,7     | 14,5   |
| Grèce         |             | 4      |       |         | 4      |
| Lituanie      |             |        |       | 2,1     | 2,1    |
| Luxembourg    |             |        |       | 2       | 2      |
| Norvège       |             |        |       | 0,7     | 0,7    |
| Pologne       |             | 3,4    |       | 4,6     | 8      |
| Roumanie      |             | 7,2    |       |         | 7,2    |
| Royaume-Uni   |             |        |       | 5,4     | 5,4    |
| Russie        |             | 16,2   |       | 9,5     | 25,7   |
| Suède         |             |        |       | 5,5     | 5,5    |
| Turquie       |             | 16,7   |       |         | 16,7   |
| Océanie       |             |        | 1,5   | 3,1     | 4,6    |
| Australie     |             |        | 1,5   | 3,1     | 4,6    |
| Total général | 2,4         | 1280,2 | 188,2 | 129,9   | 1600,7 |